# 電脳職人村
株式会社電脳職人村（でんのうしょくにんむら、英: Cyber Craftsmans' Village Co., LTD. ）は、1999年10月に岐阜県飛騨市で設立され、現在は愛知県名古屋市中区に本社を置く日本の企業。
Webコンテンツ制作を主な事業とする。

## 概要
設立当初は行政の空き家対策事業で「映画資料館 キネマ茶屋」を企画運営。
地域のポータルサイトを始め、行政からテレビ局、民間企業までホームページの企画制作を手がける。
自社の運営サイトとして「インターネットラジオ放送システム　Mr.Dj」や「インターネットライブ放送システム MR.Cam」を開発し、「インターネットライブポータルサイト TVDo」「ECポータルサイト DOShop」など先進的かつ独創的なサイトを構築し、全国展開を図る。
現在は、モバイルコンテンツを企画・開発しデコメール「似顔絵デコメ倶楽部」、きせかえツール「Eオンナはグリッター」、待ち受け「デコ盛りグリッター」「Eオンナはグリッターリッチ待ち受け」「カラーファクトリー」を手掛け、各通信キャリアの公式サイトを運営する。
社名の「村」からか代表取締役も「村長」としている。
2009年6月岐阜県より中小企業の新たな事業活動の促進に関する法律に基づく中小企業経営革新計画の承認を取得。
2011年6月Androidマーケットにコンテンツ・アプリを公開、運営する。
2016年から行政などのウェブアクセシビリティ対応を行っている。